# 格利納河

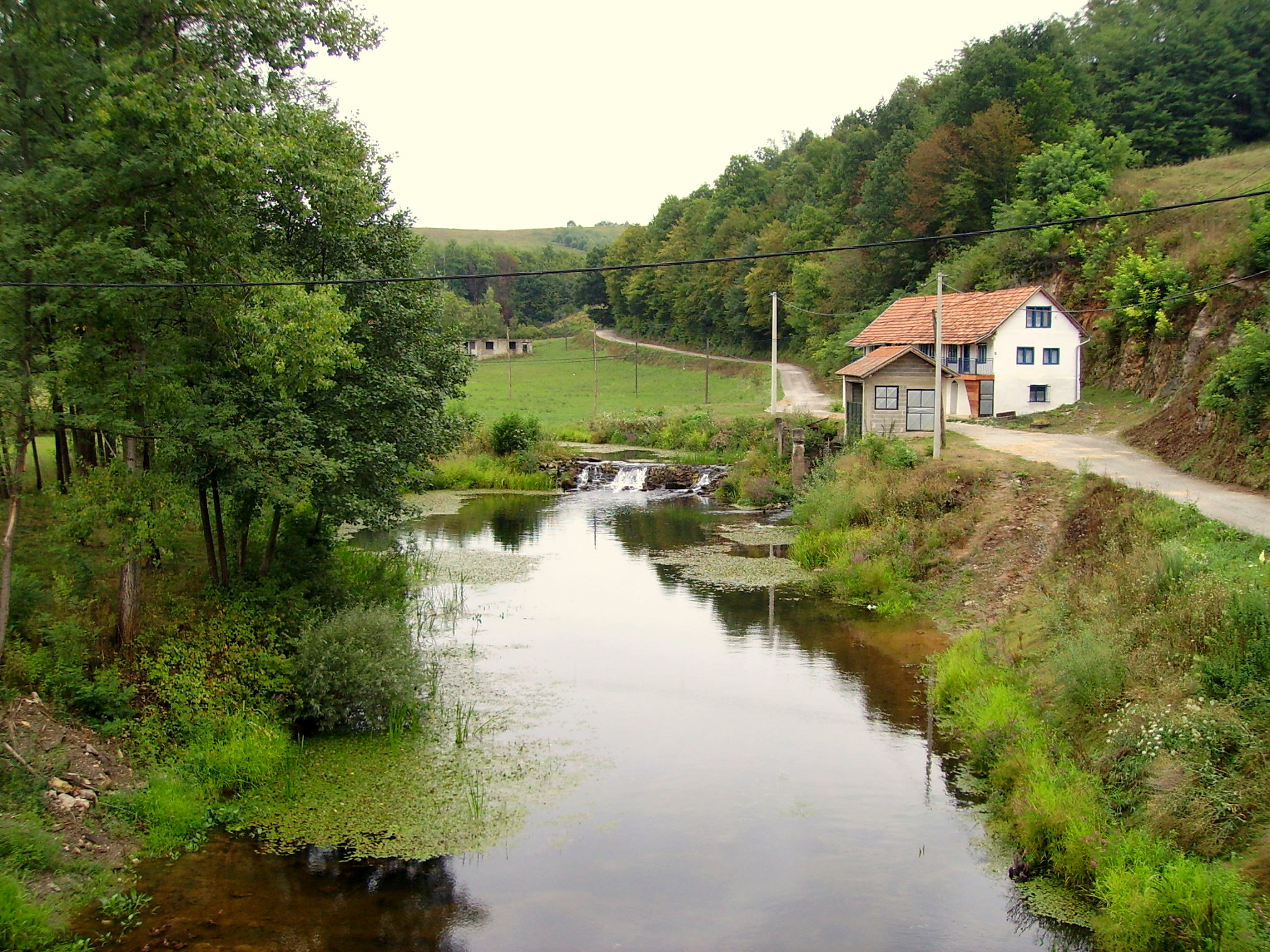

格利納河是歐洲中部的河流，屬於庫帕河的右支流，流經克羅地亞和波斯尼亞和黑塞哥維那，河道全長100公里，流域面積1,426平方公里，河畔城鎮有格利納。